# Abingdon Airport
Abingdon Airport (engelska: Abingdon Downs) är en flygplats i Australien. Den ligger i kommunen Etheridge och delstaten Queensland, omkring 1 500 kilometer nordväst om delstatshuvudstaden Brisbane.
Trakten runt Abingdon Airport är nära nog obefolkad, med mindre än två invånare per kvadratkilometer.. Det finns inga samhällen i närheten.
Omgivningarna runt Abingdon Airport är huvudsakligen savann. Genomsnittlig årsnederbörd är 897 millimeter. Den regnigaste månaden är januari, med i genomsnitt 241 mm nederbörd, och den torraste är augusti, med 1 mm nederbörd.